# 서용덕
서용덕(徐庸德, 1989년 9월 10일, 대한민국 ~) 은 대한민국의 축구로 포지션은 미드필더이며 대한민국 U-20 대표팀 출신이기도 하다.

## 축구인 생활

### 선수 생활
2009년 일본 J리그의 오미야 아르디자에 입단하였다. 베오그라드 유니버시아드대회와 이집트 U-20 월드컵에 출전하느라 리그 경기에 많이 출전하지 못하다가 이듬해 7월 FC 도쿄로 임대되었다.
2014년 6월 말, 울산 현대에 입단하였고, 7월 6일에 열린 성남과의 원정 경기에서 선발 출장하여 리그 데뷔를 치렀다. 2014년 9월 7일에 열린 경남과의 홈 경기에서 본인의 K리그 첫 골을 기록하였다.
2016 시즌을 앞두고 FC 안양으로 이적하였다.

## 경력

### 선수 경력
- 2009년 ~ 2010년 :  오미야 아르디자
- 2010년 :  FC 도쿄 (임대)
- 2011년 ~ 2014년 :  카탈레 도야마
- 2014년 ~ 2015년 : 울산 현대
- 2016년 : FC 안양
- 2017년 ~ 2018년 : 아산 무궁화
- 2018년 ~ 2019년 : 부산 아이파크
- 2020년 ~ :  호찌민 시티